# Raphael Tracey
Raphael Tracey (Gillespie, 1904. február 6. – Saint Louis, 1975. március 6.) egykori amerikai válogatott labdarúgó.
Az amerikai válogatott tagjaként részt vett az 1930-as világbajnokságon.

## Sikerei, díjai
USA
- Világbajnoki bronzérmes (1): 1930